# Surasak Koomgun
Surasak Koomgun (thailändisch ชณธวัฒน์ ศรีสุข; * 31. Mai 1989) ist ein thailändischer Fußballspieler.

## Karriere
Surasak Koomgun spielte von 2012 bis 2016 beim Navy FC in Sattahip. Wo er vorher gespielt hat, ist unbekannt. 2012 bis 2014 spielte er mit der Navy in der zweiten Liga, der Thai Premier League Division 1. 2014 wurde der Klub Dritter der zweiten Liga und stieg somit in die erste Liga auf. Mit der Navy spielte er bis 2016 in der ersten Liga. Wo er 2017 unter Vertrag stand, ist unbekannt. Von 2018 spielte er wieder für die Navy in der zweiten Liga. Nach der Hinrunde 2021/22 wechselte er zum Air and Coastal Defence Command FC. Der Verein, der ebenfalls in Sattahip beheimatet ist, spielte in der dritten Liga, der Thai League 3. Hier trat der Verein in der Eastern Region an.